# Denes nad Makedonija
"Denes nad Makedonija" (chữ Kirin: Денес над Македонија; tiếng Việt: Ngày nay trên Macedonia) là quốc ca Bắc Macedonia. Vlado Maleski viết lời, Todor Skalovski phổ nhạc. Sau khi nước này độc lập từ Nam Tư năm 1992, bài hát được chọn làm quốc ca. Khi nước này còn thuộc Nam Tư (Cộng hoà Xã hội chủ nghĩa Macedonia), bài hát cũng được dùng làm quốc ca.

## Lịch sử
Lời bài hát của "Denes nad Makedonija" được chắp bút bởi Vlado Maleski, một nhà văn hoạt động trong Liên đoàn Những người Cộng sản Nam Tư trong Thế chiến thứ hai. Đặc biệt, ông phụ trách Radio Skoplje vào tháng 12 năm 1944, viết bản thảo cho bộ phim tiếng Macedonian đầu tiên, nằm rong ban biên tập của nhà xuất bản Macedonian đầu tiên, và là một phần của Ủy ban Ngôn ngữ và Chính tả đã đệ trình các khuyến nghị lên chính phủ về việc chuẩn hóa bảng chữ cái Macedonia, sau đó đã được chấp nhận. Với những đóng góp sâu rộng của mình cho nền văn học nước nhà, Maleski được coi là một phần của "thế hệ nhà văn văn xuôi Macedonian đầu tiên". 
Phần âm nhạc được sáng tác bởi Todor Skalovski , một trong những nhà soạn nhạc nổi tiếng nhất của Macedonia, người cũng là người chỉ huy vở opera của nó. Ông cũng được coi là một trong những người đi đầu trong việc sáng tác âm nhạc lấy cảm hứng từ và kết hợp với văn hóa và thần thoại Macedonia. Bài hát được phát lần đầu tiên vào năm 1942, giữa các nhóm liên kết với phe cộng sản và đảng kháng chiến ở Struga (cũng là nơi sinh của Maleski). Theo lời kể lại, bài hát do chính Maleski chơi vào đêm giao thừa.với sự hiện diện của 24 thanh niên, danh tính của họ sau đó chỉ được ghi lại bằng văn bản vào năm 1981. Mặc dù cuộc kháng chiến bao gồm các chiến binh từ các nhóm sắc tộc khác nhau trên khắp Nam Tư, những thanh niên nói trên được cho là tất cả đều được xác định là người Macedonia. Từ khi chiến tranh kết thúc, nó đã được sử dụng - mặc dù không chính thức - làm quốc ca khu vực của Cộng hòa Xã hội chủ nghĩa Macedonia (lúc đó là một phần của Nam Tư) cho đến năm 1989. 
Trong khi đó, trong thời kỳ chia rẽ Tito-Stalin, một thay đổi nhỏ đã được thực hiện trong lời bài hát. Trong phiên bản mới, tên của Nikola Karev và Dimitar Vlahov đã bị loại bỏ và tên của Dame Gruev đã được thêm vào. Tên của Karev đã bị xóa vì anh ta và các anh em của mình bị nghi ngờ là các phần tử Bulgarophile. Vlahov cũng bị gạch tên, vì ông đến từ Đảng Cộng sản Bulgaria, giao tiếp bằng tiếng Bulgaria tốt hơn nhiều so với tiếng Macedonia mới được hệ thống hóa, và không có người ủng hộ chính trị ở Macedonia. Ý tưởng ban đầu của giới tinh hoa cộng sản khi đó là xóa bỏ tên của Gotse Delchev và không bao gồm của Dame Gruev , vì tư tưởng Bulgarophile của họ, cuối cùng đã bị bỏ rơi. [14] Vào ngày 14 tháng 4 năm 1989, Quốc hội nước cộng hòa xã hội chủ nghĩa đã sửa đổi Hiến pháp năm 1974 để khẳng định rõ ràng "Denes nad Makedonija" là bài quốc ca chính thức của khu vực. Tuy nhiên, sự thay đổi này chỉ tồn tại trong thời gian ngắn vì Hội đồng tuyên bố chủ quyền của Macedonia vào tháng Giêng hai năm sau đó. Điều này được thông qua vào ngày 8 tháng 9 năm 1991 trong một cuộc trưng cầu dân ý chứng kiến người dân Macedonia bỏ phiếu ủng hộ độc lập một cách áp đảo. 
Ngay sau khi độc lập, cơ quan lập pháp quốc gia Macedonian đã tổ chức một cuộc thi để xác định một bài quốc ca cho quốc gia mới có chủ quyền. "Denes nad Makedonija" là một trong số những ứng cử viên đang tranh chấp - những ứng cử viên khác trong cuộc tranh cử là "Himna" (tiếng Việt: Quốc ca) của Taki Hrisik và "Da ni bideš večna "(tiếng Việt: Người là vĩnh cửu) của Aleksandar Džambazov - và kết thúc ở vị trí thứ hai trong kết quả chung cuộc. Mặc dù vậy, hầu hết Ủy ban Hội đồng đã bỏ phiếu để biến nó thành quốc ca của quốc gia non trẻ.

## Lời

### Tiếng Macedonia(chữ Kirin)
I
Денес над Македонија се раѓа,
ново сонце на слободата!
𝄆 Македонците се борат,
за своите правдини! 𝄇

II
Не плачи Македонијо мајко мила,
Крени глава гордо, високо,
𝄆 Старо, младо, машко и женско,
На нозе се кренало! 𝄇

III
Одново сега знамето се вее,
на Крушевската Република!
𝄆 Гоце Делчев, Питу Гули,
Даме Груев, Сандански! 𝄇

IV
Горите македонски шумно пеат,
нови песни, нови весници!
𝄆 Македонија слободна,
слободно живее! 𝄇

### Lời tiếng Macedonia (chữ Latinh)
I
Denes nad Makedonija se ragja,
novo sonce na slobodata!
𝄆 Makedoncite se borat,
za svoite pravdini! 𝄇

II
Ne plači Makedonijo majko mila,
Kreni glava gordo, visoko,
𝄆 Staro, mlado, maško i žensko,
Na noze se krenalo! 𝄇

III
Odnovo sega znameto se vee,
na Kruševskata Republika!
𝄆 Goce Delčev, Pitu Guli,
Dame Gruev, Sandanski! 𝄇

IV
Gorite Makedonski šumno peat,
novi pesni, novi vesnici!
𝄆 Makedonija slobodna,
slobodno živee! 𝄇

### Dịch sangtiếng Việt
I
Ngày hôm nay trên Macedonia đang rực lên,
Ánh mặt trời mới của tự do!
𝄆 Người Macedonia đang đấu tranh,
Vì chính nghĩa của họ! 𝄆

II
Đừng khóc, hỡi đất Mẹ Macedonia,
Hãy tự hào và ngẩng cao đầu lên,
𝄆 Già, trẻ, trai, gái,
Đang cùng nhau tiến bước lên! 𝄆

III
Giờ đây lá cờ ấy lại một lần nữa tung bay,
Lá cờ của nước Cộng hoà Krusevo năm nào!
𝄆 Gotse Delchev, Pitu Guli
Dame Gruev, Sandanski! 𝄆

IV
Tiếng hát vang lên từ trong những bụi cây,
Những bài ca mới, những tin tức mới!
𝄆 Macedonia đã được giải phóng
Và sống trong tự do! 𝄆